# Eskild Ebbesen
Eskild Balschmidt Ebbesen (Silkeborg, 27 de mayo de 1972) es un deportista danés que compitió en remo. Ha sido tres veces campeón olímpico y seis veces campeón mundial.
Participó en cinco Juegos Olímpicos de Verano, obteniendo en total cinco medallas, oro en Atlanta 1996, bronce en Sídney 2000, oro en Atenas 2004, oro en Pekín 2008 y bronce en Londres 2012, todas en la prueba de cuatro sin timonel ligero.
Ganó nueve medallas en el Campeonato Mundial de Remo entre los años 1993 y 2003.
Fue el abanderado de Dinamarca en la ceremonia de apertura de los Juegos de Atenas 2004.

## Palmarés internacional
| Juegos Olímpicos   | Juegos Olímpicos              | Juegos Olímpicos  | Juegos Olímpicos          |
| Año                | Lugar                         | Medalla           | Prueba                    |
| ------------------ | ----------------------------- | ----------------- | ------------------------- |
| 1996               | Atlanta (Estados Unidos)      | Medalla de oro    | Cuatro sin timonel ligero |
| 2000               | Sídney (Australia)            | Medalla de bronce | Cuatro sin timonel ligero |
| 2004               | Atenas (Grecia)               | Medalla de oro    | Cuatro sin timonel ligero |
| 2008               | Pekín (China)                 | Medalla de oro    | Cuatro sin timonel ligero |
| 2012               | Londres (Reino Unido)         | Medalla de bronce | Cuatro sin timonel ligero |
| Campeonato Mundial |                               |                   |                           |
| Año                | Lugar                         | Medalla           | Prueba                    |
| 1993               | Račice (República Checa)      | Medalla de plata  | Ocho con timonel ligero   |
| 1994               | Indianápolis (Estados Unidos) | Medalla de oro    | Cuatro sin timonel ligero |
| 1995               | Tampere (Finlandia)           | Medalla de plata  | Cuatro sin timonel ligero |
| 1997               | Aiguebelette (Francia)        | Medalla de oro    | Cuatro sin timonel ligero |
| 1998               | Colonia (Alemania)            | Medalla de oro    | Cuatro sin timonel ligero |
| 1999               | St. Catharines (Canadá)       | Medalla de oro    | Cuatro sin timonel ligero |
| 2001               | Lucerna (Suiza)               | Medalla de plata  | Cuatro sin timonel ligero |
| 2002               | Sevilla (España)              | Medalla de oro    | Cuatro sin timonel ligero |
| 2003               | Milán (Italia)                | Medalla de oro    | Cuatro sin timonel ligero |